# I’d Rather Go Blind
I’d Rather Go Blind – singel wokalistki Etty James wydany w 1968 roku. Utwór jest uznawany za klasykę bluesa.
Piosenka została napisana głównie przez Ellingtona Jordana, jednak jej autorstwo przypisuje się też Billy’emu Fosterowi oraz Ettcie James. Piosenkarka opisała utwór w swojej autobiografii (Rage To Survive). Według niej tekst utworu opowiadał o byciu ślepym w miłości i pogrążaniu się w uzależnieniach.

## Inne wersje
Utwór doczekał się wielu intrepretacji, m.in. w wykonaniu brytyjskiego zespołu Chicken Shack. Wersja tej grupy osiągnęła 14 miejsce brytyjskiej listy przebojów w 1969 roku. Ówczesna wokalistka zespołu, Christine Perfect (obecnie znana jako Christine McVie) umieściła swoją wersję na swoim pierwszym solowym albumie. Ellington Jordan, współtwórca piosenki, nagrał własną wersję z psychodeliczno-funk rockowym zespołem Black Merda w tym samym roku, co Etta James. Tytuł tej interpretacji został zmieniony na "I’d Rather Be A Blind Man".
Utwór wykonali również: Rod Stewart (na albumie z 1972 roku), Koko Taylor, Clarence Carter, B.B. King i Noel Redding Band. W roku 1990 wersja Sydney Youngblood znalazła się na 44 miejscu brytyjskiej listy przebojów.
Amerykańska wokalistka Beyoncé wykonała piosenkę na potrzeby filmu Cadillac Records, w którym piosenkarka wystąpiła jako Etta James.